# جیمز ال. توک
جیمز ال. توک (انگلیسی: James L. Tuck؛ زاده ۹ ژانویهٔ ۱۹۱۰ درگذشته ۱۵ دسامبر ۱۹۸۰) یک دانشمند بود.